# Janusz Jarzembowski
Janusz „Jan” Jarzembowski (ur. 29 listopada 1933 w Poznaniu, zm. 14 czerwca 1961 w Poznaniu) – polski lekkoatleta, sprinter, olimpijczyk.
Był jednym z czołowych sprinterów lat 50. XX w. w Polsce. Przede wszystkim był doskonałym biegaczem w sztafecie 4 × 100 metrów, w której był sześciokrotnym rekordzistą Polski w latach 1955–1958 (najlepszy wynik to 40,0 s.).
Dwukrotnie wystąpił na igrzyskach olimpijskich. W Melbourne (1956) dotarł do ćwierćfinału biegu na 100 metrów, odpadł w eliminacjach biegu na 200 metrów, a w sztafecie 4 × 100 metrów wystąpił w finale zajmując 6. miejsce (razem z Marianem Foikiem, Edwardem Szmidtem i Zenonem Baranowskim). W Rzymie (1960) startował tylko w sztafecie 4 × 100 m, która została zdyskwalifikowana za przekroczenie strefy zmian.
Był trzykrotnym mistrzem Polski na stadionie: na 200 m w 1960 i w sztafecie 4 × 100 m w 1954 i 1955 (w drużynie CWKS Warszawa). Wystąpił w 24 meczach reprezentacji Polski, odnosząc 16 zwycięstw w sztafecie 4 × 100 m. 
Rekordy życiowe:
- bieg na 100 metrów – 10,5 s
- bieg na 200 metrów – 21,5 s

Był zawodnikiem Stali Poznań (przejściowa nazwa Warty Poznań) (1953), CWKS Warszawa (1954–1955) i ponownie Warty Poznań (1956–1961). Zmarł nagle na wirusowe zapalenie opon mózgowych.